# NGC 4993

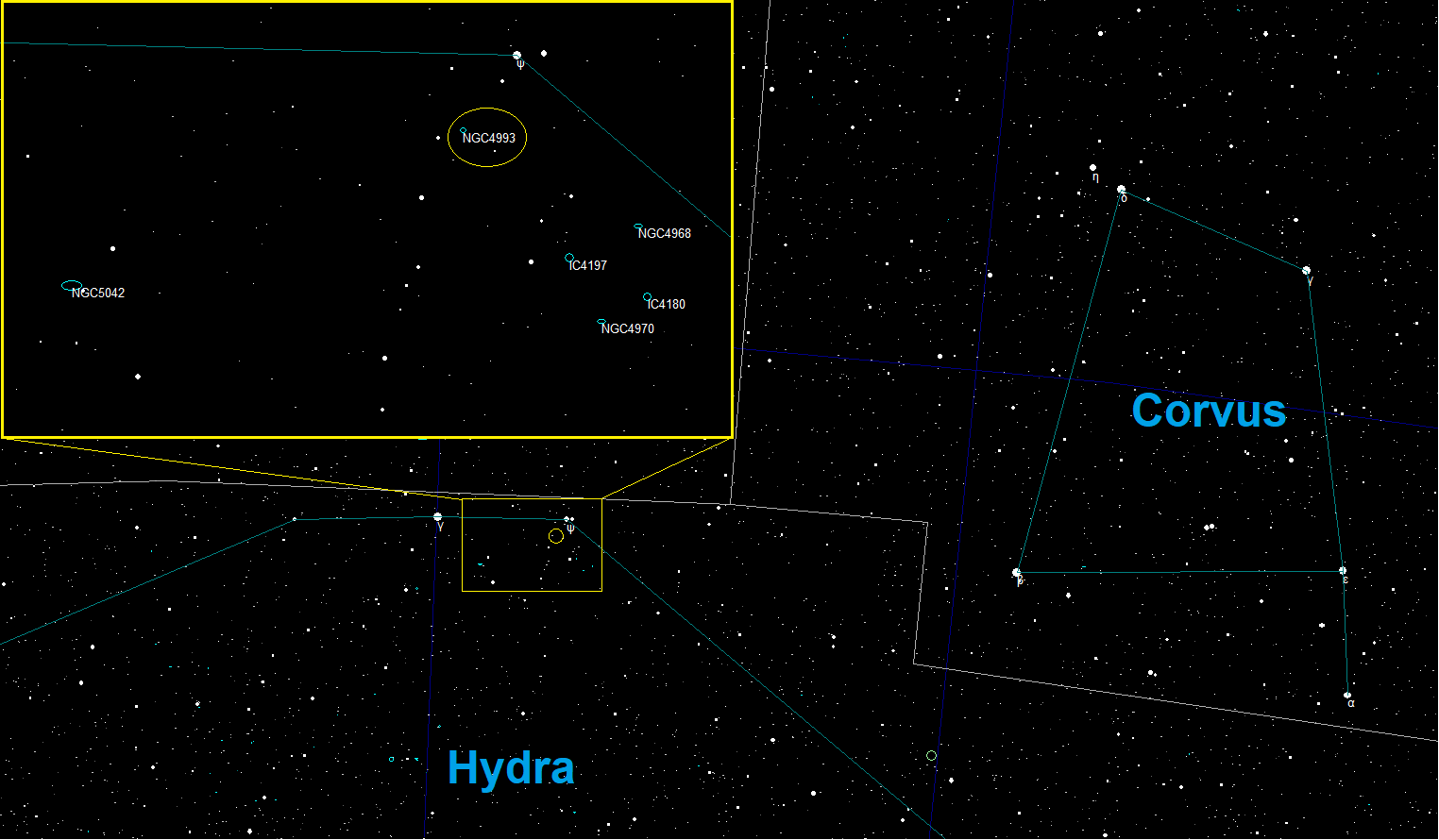
Nella mappa stellare si vede NGC 4993 vicino alla stella ψ Hydrae e alle galassie NGC 4968, NGC 4970, NGC 5042, IC 4180 e IC 4197.

NGC 4993 (catalogata anche come NGC 4994) è una galassia ellittica o una galassia lenticolare nella costellazione dell'Idra scoperta il 26 marzo 1789 da William Herschel e distante dalla Terra circa 130 milioni di anni luce.
Nell'agosto 2017, alcuni astronomi hanno annunciato che in questa galassia era stato rilevato un lampo gamma corto, poi denominato GRB 170817A, del tipo la cui origine si ritiene possa essere la coalescenza di due stelle di neutroni.
Il 16 ottobre 2017, i responsabili del progetto di collaborazione tra gli interferometri LIGO e Virgo hanno annunciato ufficialmente il rilevamento di un segnale di onda gravitazionale, poi battezzato GW170817, associato alla fusione di due stelle di neutroni. Tale segnale ha dato una diretta conferma che le coalescenze di stelle di neutroni producono lampi gamma corti.

## Osservazioni
Il 17 agosto 2017, in questa galassia è stato osservato, prima da membri del Swope Supernova Survey e poi da almeno altri 70 osservatori, l'evento astronomico transiente denominato AT 2017gfo, che si ritiene essere una kilonova.
Circa undici ore prima di AT 2017gfo, grazie ai tre interferometri della collaborazione LIGO/Virgo era stato rilevato il già citato segnale di onda gravitazionale GW170817. Proprio tale misurazione aveva innescato la ricerca della controparte elettromagnetica di quest'ultimo, che fu appunto identificata in AT 2017gfo. L'onda gravitazionale, la prima mai osservata ad essere stata generata dalla coalescenza di due stelle di neutroni, ha dato origine ad un segnale della durata di 100 secondi ed era associata anche al lampo gamma denominato GRB 170817A.
Il suddetto lampo gamma GRB 170817A è stato individuato dai telescopi spaziali Fermi, della NASA, e INTEGRAL, dell'ESA, circa 1,7 secondi dopo il rilevamento del segnale GW170817.